# Nostra Senyora de Montserrat de Rio de Janeiro
Nostra Senyora de Montserrat (en portuguès: Abadia de Nossa Senhora do Monserrate), també coneguda com a Mosteiro de São Bento (‘monestir de sant Benet’), és una abadia benedictina al Morro de São Bento (‘Turó de Sant Benet’) al centre de la ciutat de Rio de Janeiro, al Brasil. L'església és d'estil manierista i constitueix un exemple de primerenca arquitectura colonial portuguesa.
L'abadia va ser fundada per monjos benedictins procedents de l'Estat de Bahia l'any 1590. L'abadia és operativa encara avui, juntament amb el veí Colégio de São Bento (‘Universitat de Sant Benet’). La universitat es va establir el 1858 i és un dels més importants i tradicionals establiments educatius del Brasil que al llarg de la seva història ha instruït molts alumnes distingits. L'abadia inclou també el seminari de Sant Benet, amb cursos de teologia i filosofia reconeguts pel Ministeri d'Educació del Brasil. Els estudis teològics al monestir són també afiliats amb l'Anselmianum (Ateneu Pontificial de Sant Anselm de Roma).

## Història

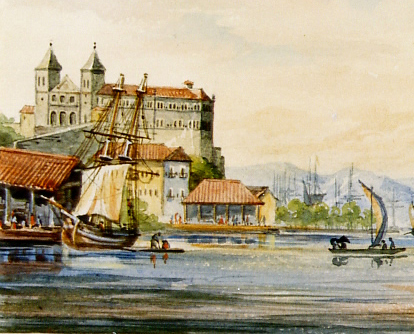
Una pintura del 1841, obra der l'artista francès Jules de Sinety, que mostran el port de Rio de Janeiro i el Monestir de São Bento, sobre el turó del mateix nom.

La història de l'abadia comença l'any 1590, quan Manoel de Brito i el seu fill Diogo de Brito de Lacerda van donar a Pedro Ferraz i a João Porcalho, monjos benedictions de Bahia, uns terrenys al centre de la vila de Rio de Janeiro. Mentrestant, els monjos residien en una fonda senzilla, propera al que després serà la Capella de Nossa Senhora da Conceição (Nostra Senyora de la Concepció), prop del lloc que avui és anomenat Morro de São Bento. Per aquest motiu, el monestir va dedicar-se a Nostra Senyora de la Concepció. El patronat de Sant Benet fou adjudicat més tard per ordre de la Junta Geral da Congregação Portuguesa (‘Junta General de la Congregació Portuguesa’) el 1596. I l'any 1602, el Mosteiro de São Bento de Nossa Senhora da Conceição va canviar el seu nom com a Mosteiro de Nossa Senhora de Montserrat, en honor de la devoció envers la mare de déu catalana que tenia el governador de la Capitania de Rio de Janeiro, Dom Francisco de Souza.
Els recursos financers per a construir el monestir van provenir dels ingressos obtinguts de la producció de sucre de canya a les diverses propietats gestionades pels monjos. Aquestes terres, totes donacions benèfiques, s'estenien per tota la Capitania de Rio de Janeiro, i particularment per les regions de Nova Iguaçu i Campos dos Goytacazes. Els esclaus africans van construir el monestir. Les pedres van ser extretes de la mina del Morro da Viúva (‘El turó de la vídua’), del proper barri de Flamengo. L'enginyer militar portuguès, Francisco Frias de Mesquita, en va dissenyar els plans i va supervisar la construcció el 1617. L'estil manierista era popular a Portugal en aquell temps i va inspirar l'estètica de l'edifici. Les obres de l'església van començar el 1633, sota la supervisió de l'abat Francisco da Magdalena, amb un pla per acabar-la el 1671. El disseny original fou alterat durant la construcció per incloure-hi tres naus, per l'arquitecte i frare Bernardo de São Bento Correia de Souza. L'annex de l'església no fou completat fins al 1755, quan s'hi va instal·lar un convent projectat per l'enginyer militar José Fernandes Pinto Alpoim.

## Arquitectura
La façana era part del projecte original, d'estil manierista, i presenta un edifici central amb tres arcades a l'entrada, així com un gablet triangular. Dues torres coronades per cuculles piramidals flanquegen les entrades. Després de passar a través dels arcs de l'entrada, l'edifici mostra un porxo enrajolat i unes portes de ferro del segle xix.

## Interior

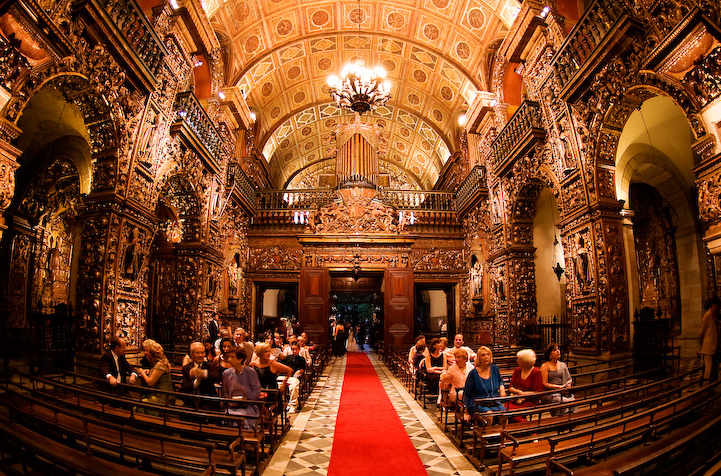
Interior de l'església de l'abadia de Nossa Senhora do Monserrate

L'interior de l'església és ornada amb fulles de color daurat, un estil popular durant el període barroc del segle xvii i el Rococó del segle xviii. El primer escultor encarregat de decorar l'església fou el monjo portuguès, Domingos da Conceição (c. 1643 - 1718). Va dissenyar i esculpir part de la dauradura de la nau i de la capella principal (tot i que la seva part de la capella fou més tard reemplaçada). Conceição fou també responsable de les estàtues de Benet de Núrsia i de Santa Escolàstica i de l'altar principal de l'església de Nostra Senyora de Montserrat. Després del 1714, Alexandre Machado Pereira, Simão da Cunha, i José da Conceição e Silva van continuar la feina de Conceição i van fer els gravats de la nau.

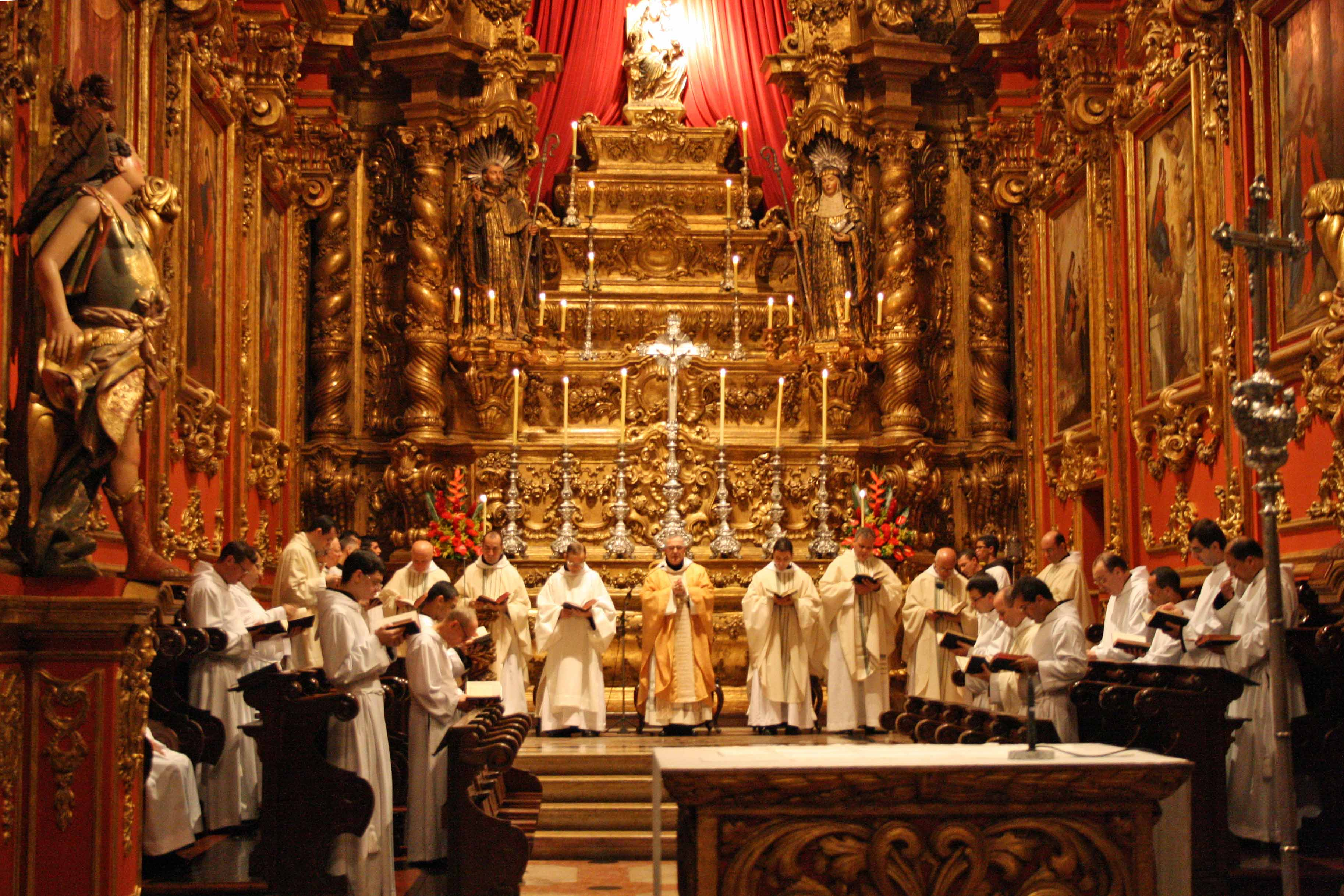
Altar principal durant la missa del gall del 2009

Entre els anys 1789 i 1800, un dels escultors d'estil Rococó més importants de Rio de Janeiro, Inácio Ferreira Pinto, va treballar al Mosteiro de São Bento. Pinto va refer la capella principal (1787-1794) però va conservar-ne els detalls del disseny original. Un dels motius conservats per Pinto fou l'enrajolat que descriu les vides dels sants benedictins, obra feta entre el 1676 i el 1684 pel frare Ricardo do Pilar. L'estil rococó de la Capella del Sagrament Sagrat (1795 - 1800) és considerada una de les obres mestres de Pinto. El canelobres de la capella van ser realitzats pel Mestre Valentim entre el 1781 i el 1783. Una interessant obra del pintor i frare Ricardo és la que representa al Senyor dels Màrtirs (c. 1690), que penja dels murs de la sagristia del monestir.
Dins l'església, hi ha set capelles laterals: la Capella de Nostra Senyora de la Immaculada Concepció, la Capella de Sant Llorenç, la Capella de Santa Gertrudis, Capella de Sant Braz, Capella de Sant Gaietà, Capella de Nostra Senyora del Pilar i la Capella de Sant Amar.
Hi ha disponibles visites guiades que expliquen l'artesania, la imatgeria, les talles i els estils arquitectònics presents a l'església.

## Administració

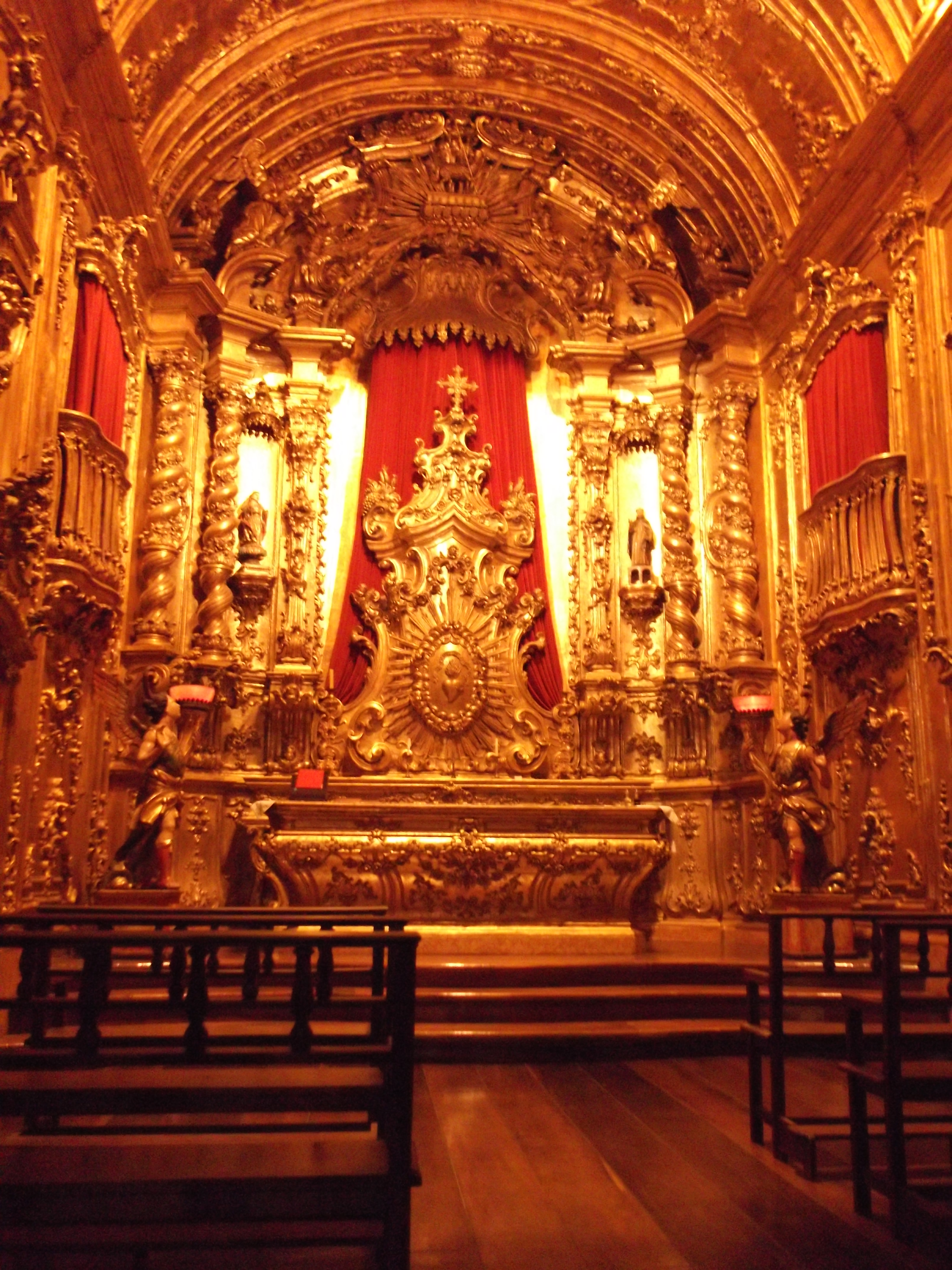
Capella del Santíssim Sacrament

L'abadia era una de les poques abadies territorials que restaven al món fins que l'any 2003 va ser incorporada a l'Arxidiòcesi de Sant Sebastià de Rio de Janeiro.
El 3 de novembre de 2012 va ser elegit l'abat dom Filipe da Silva. El monestir alberga de dos abats emèrits: Dom José Palmeiro Mendes, predecessor de da Silva (1992-2003) i Dom Roberto Lopes (2004-2010).

## Horaris
La missa tradicional de diumenge del Mosteiro de São Bento comença a les 10.00 h i és celebrada amb música d'òrgan i cant gregorià. El monestir atreu molts visitants i ha esdevingut part de les gires més populars de la ciutat de Rio de Janeiro. Els serveis tendeixen a omplir-se ràpidament, així que és recomana als visitants que arribin d'hora. El monestir presenta amb regularitat actuacions per a orquestres i orquestres de cambra.